# Payback (2023)
Payback 2023 года (дословный перевод — «Расплата») — премиальное шоу производства американского рестлинг-промоушна WWE, запланированное к проведению 2 сентября 2023 года на арене «PPG Paints-арена» в Питтсбурге, штат Пенсильвания, США. Это будет седьмое по счёту шоу под брендом Payback и первое с 2020 года. Шоу с таким названием впервые состоится в субботу. Оно будет доступно для трансляции на стриминговом сервисе WWE Network. В разных странах правами на стриминг проектов WWE Network обладают разные платформы, в частности, в США шоу покажут на сервисе Peacock. Также запланирован показ по традиционной системе pay-per-view (PPV).

## Предыстория шоу
Шоу под названием Payback проводились в WWE с 2013-го по 2017-й годы ежегодно, а затем его провели единоразово в 2020-м. Это было одно из ежемесячных главных шоу WWE, показываемых по системе PPV и на стриминговой платформе WWE Network. С 2013-го по 2016-й это было шоу для обоих брендов WWE, в 2017 году в шоу участвовали лишь рестлеры бренда RAW, а в 2020 году шоу снова было двухбрендовым.
С 1999-го по 2008-й годы в сентябре проводилось PPV WWE под названием Unforgiven. В 2009 году провели PPV Breaking Point, а с 2010-го по 2015-й - Night of Champions. В 2016-м и 2020-м - Clash of Champions и Backlash, В 2017-м - No Mercy, в 2018-м - Hell in a Cell, в 2021-м - Extreme Rules, а в 2022-м - Clash at the Castle.
Предыдущее премиум-шоу WWE в Питтсбурге было проведено в 2018 году, это было Extreme Rules, организованное на той же арене. Предыдущее шоу Payback было проведено в 2020 году в Орландо (Флорида) в разгар коронавирусных ограничений.
Именно на предыдущем Payback 30 августа 2020 года Роман Рейнс стал Чемпионом Вселенной WWE, после чего началась история «Кровной связи» — один из самых кассовых и рейтинговых сюжетов новейшей истории WWE.

## Организация шоу

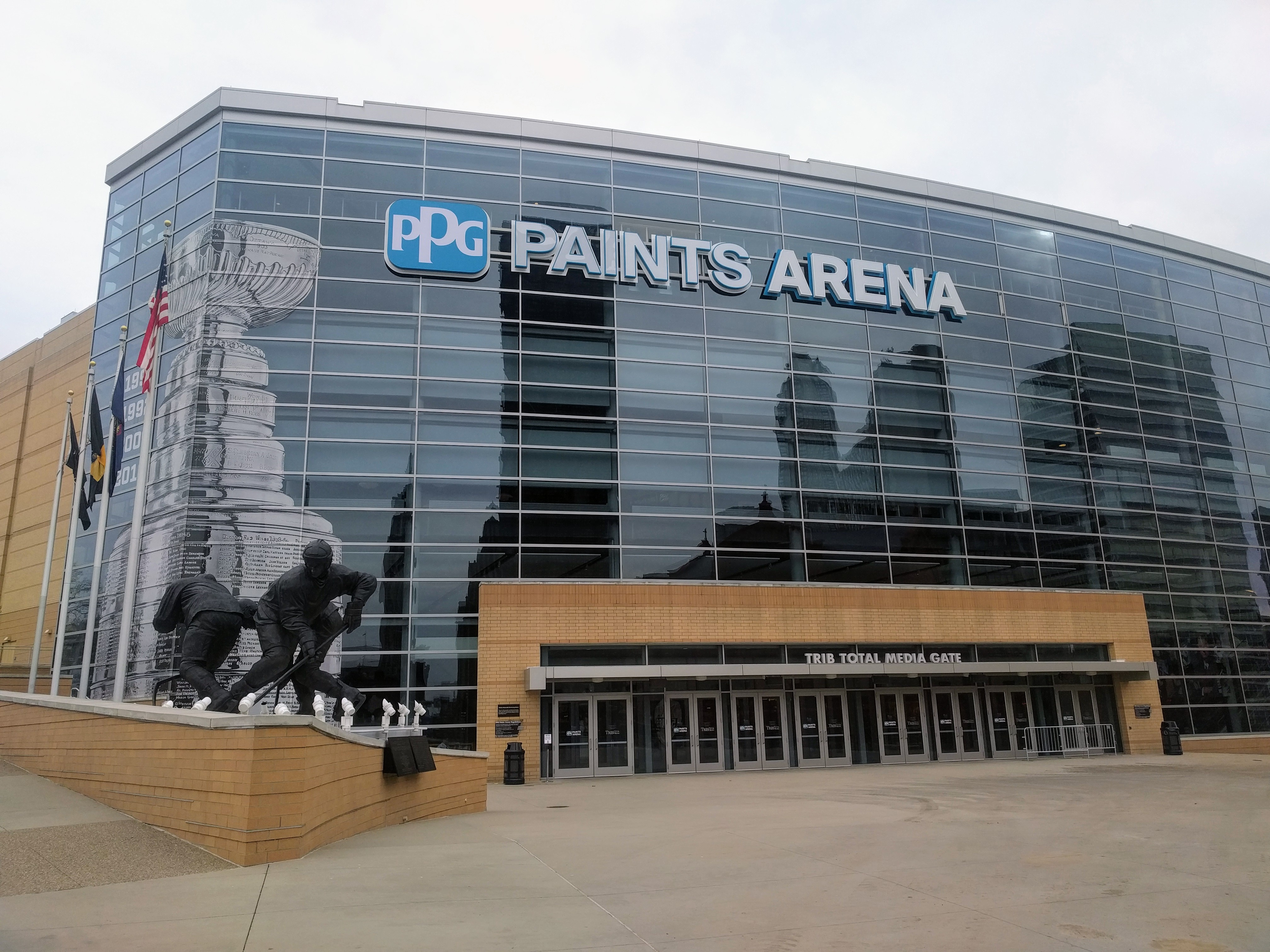
Шоу пройдёт на арене PPG Paints-арена в Питтсбурге, штат Пенсильвания.

16 июня 2023 года было объявлено, что впервые за пять лет будет проведено премиум-шоу WWE под названием Payback. Его организацию запланировали на 2 сентября в Питтсбурге, штат Пенсильвания.
На Smackdown 1 сентября Джон Сина объявил, что станет специальным ведущим шоу.
5 сентября официальным релизом WWE сообщили, что данное шоу собрало самую большую аудиторию среди шоу Payback в истории WWE (+36% по сравнению с 2016 годом). Также рекорды установили в области продаж билетов и сувенирной продукции (+182% по сравнению с предыдущим рекордом, установленным в 2017 году). Шоу стало самым прибыльным в истории мероприятием, организованным в городе Питтсбурге. В соц.сетях Payback установил рекорд по количеству просмотров видео на всех возможных площадках: 146 миллионов просмотров (+44% по сравнению с 2020 годом).

## Сюжеты и назначение матчей
24 апреля 2023 года на RAW было принято решение возродить Чемпионство Мира в тяжелом весе в качестве одного из «мировых» титулов. В турнире за право стать первым Чемпионом среди прочих стали Сет Роллинс и Шинске Накамура. На RAW 8 мая Роллинс победил Накамуру в первом раунде турнира. 29 мая на RAW Накамура же квалифицировался в матч «Деньги в банке» на одноименном Премиум-шоу, однако стать обладателем кейса не смог. На том же шоу Роллинс защитил Чемпионство Мира в тяжелом весе. 7 августа на RAW рестлеры оказались в одной команде против Судного дня, однако после матча, в котором была одержана победа, Накамура напал на Роллинса со спины, проведя ему фирменный приём «Киншаса». 21 августа на RAW их матч был назначен на Payback. 28 августа на RAW Роллинс и Накамура обменялись репликами в сегменте, где Накамура говорил по-японски, а перевод пустили субтитрами. Роллинс спросил Шинске, куда тот подевал того выдающегося Накамуру, который запомнился по матчам в Японии и NXT. Накамура в ответ напал на Роллинса и исподтишка провёл ему фирменный приём «Киншасу».
27 июля на RAW Бекки Линч и Лита смогли победить Ийо Скай и Дакоту Кай, выиграв у них Женское командное чемпионство WWE. По ходу матча Линч и Лите помогла Триш Стратус, которая нейтрализовала Бэйли, пытавшуюся помочь партнёршам по группировке «Контроль Урона». Возвращение Стратус должно было состояться ранее в году, но в силу разных причин, среди которых и травмы, и смены планов, это состоялось лишь в конце февраля. 6 марта на RAW Стратус, Линч и Лита предложили «Контролю» матч 3х3 на WrestleMania, и этот вызов был принят. 27 марта на RAW Линч рассказала, что обратилась за помощью к Лите и Стратус, поскольку «Контроль» преследовал её с прошлой осени, когда у рестлерш был матч по правилам «Военные игры», а Литу и Стратус она уважает больше всего. 30 марта их матч был назначен на первый день шоу. На WrestleMania 39 Линч, Лита и Стратус одержали победу, а уже через неделю Линч и Лите была назначена защита титулов против Ракель Родригес и Лив Морган. Перед матчем «Контроль» напал на Литу, нанёс ей травму, и тогда Стратус предложила Линч заменить ту в матче. Линч согласилась, изменение в матче было утверждено, но затем Родригес и Морган смогли победить, выиграв Командное женское чемпионство. А после матча Стратус напала на Линч и избила её. 17 апреля на RAW Стратус объяснила своё поведение тем, что сегодняшние зрители забыли её вклад в рестлинг, зато боготворят Линч, которая является лишь сегодняшней звездой. Линч при этом переименовала свой профиль в соцсетях и ушла в отпуск (как позже рассказала сама Линч, у нее было повреждение лодыжки с подозрением на стрессовый перелом). После того, как Стратус несколько недель издевательски разыскивала Линч, Бекки вернулась на RAW 8 мая и пообещала уничтожить Триш. 15 мая на RAW их матч был назначен на Night of Champions (2023), и 22 мая на RAW рестлерши подписали контракт. На этом Премиум-шоу, которое прошло в Саудовской Аравии Стратус одержала победу при помощи дебютировавшей в основном ростере Зои Старк, а по ходу матча Линч разбила Стратус нос. 29 мая на RAW Линч потребовала расплаты, но Стратус и Старк обманом избили её, а Стратус накрыла футболкой со словами, которые она хотела донести до всех зрителей: «Спасибо, Триш!» На RAW 6 июня все трое квалифицировались в матч «Деньги в банке», причем Зои помогла Стратус, а помешать Линч победить им не удалось. На премиум-шоу Money in the Bank (2023) троица постоянно оказывалась в центре внимания, и Линч удалось нейтрализовать своих оппоненток (по ходу матча, снова сломав нос Стратус), правда, в последний момент победить ей не удалось — кейс выиграла Ийо Скай. 3 июля на RAW Стратус вышла в защитной маске, а Линч потребовала еще одного возмездия: из-за травмы Триш она потребовала матч со Старк. Этот матч состоялся 10 июля на RAW, где Стратус отвлекла Линч, что позволило Старк победить. 17 июля Линч на ток-шоу Миз-ТВ снова потребовала еще один матч. Триш отказалась от матч, заявив, что уже победила Бекки. Но она предложила матч против Старк с условием, что в случае победы Линч она получит матч против Стратус, но если проиграет, она сделает татуировку «Спасибо, Триш» на груди. Матч прошел 24 июля на RAW и на этот раз Линч удалось и разобраться с пытавшейся вмешаться Стратус, и победить Старк. 31 июля на RAW Линч получила свой матч, однако сразу же после гонга Старк напала на неё, и матч остановили. Позже было объявлено, что их матч в итоге состоится, но не на крупнейшем Премиум-шоу лета (SummerSlam (2023)), а назначили на RAW 14 августа, которой было организовано в Канадском городе Виннипеге. Этот матч завершился двойным отсчетом после того, как рестлерши увлеклись дракой и переместились в зрительный зал. Позже по ходу шоу Линч и Стратус был назначен матч в клетке, который еще неделей позже был подтвержден к проведению на Payback. На RAW 28 августа Линч победила Старк в матче с удержаниями где угодно, проведя ей фирменный «Мэнхэндл Слэм» на стол комментаторов.
Летом 2023 года рестлер ЛА Найт начал вызывать крайне благоприятную реакцию аудитории. Его выходы в зал зрители встречали громким шумом, а его фирменный выкрик «ЙЕА» охотно повторяли и во время матчей. На Money in the Bank он даже числился среди фаворитов на победу, однако стать обладателем кейса не смог. На следующем Премиум-шоу Summerslam (2023) Найт принял участие в спонсорском батл-рояле, и одержал победу. На следующем RAW 7 августа Найт принял участие в фотосессии, что возмутило Миза, который предъявил ему свои претензии. Найт в ответ высказал убеждение, что такие как Миз стали успешны в WWE лишь потому, что там не выступали такие как он. Миз напомнил, что каким бы себя ни считал Найт, он не мог пробиться в WWE в течение почти 20 лет. 18 августа на Smackdown Миз помешал Найту стать претендентом на Чемпионство США, вмешавшись в его матч против Тиори. Найт ответил взаимностью на RAW 21 августа, помешав Мизу победить Акиру Тозаву. 25 августа на Smackdown рестлерам был назначен матч на Payback. На RAW 28 августа Миз вышел в костюме Найта, пародируя его фирменные фразы, и заявил, что он сам не зависит от клишированных реплик, он всё доказывает поступками, что прозвучало иронично, ведь за предыдущие восемь месяцев Миз одержал ровно одну победу на ринге.
10 июля на RAW Сами Зейн и Кевин Оуэнс встретились за кулисами с Реей Рипли и Домиником Мистерио, которые сообщили, что их группировка «Судный день» намерена собрать все чемпионские титулы. Был назначен матч 3х3, в котором Зэйн и Оуэнс объединились с Сетом Роллинсом против мужского состава «Судного дня». Доминик, Прист и Балор одержали победу после того, как Балор удержал Зэйна. Неделей спустя рестлеры снова встретились, но на этот раз в начале шоу на ринге. Прист предложил Оуэнсу и Зэйну еще один матч, причем сделать этот матч за титулы командных чемпионов. В этом матче Прист и Доминик оказались биты — Зэйн удержал младшего Мистерио. 24 июля на RAW Мистерио отомстил Зэйну, победив его в матче за Чемпионство Северной Америки после того, как Рипли и Прист вытащили в зал избитого Оуэнса. В конце того шоу Судный день подрался с Зэйном и Роллинсом, оставив исход потасовки за собой. Учитывая, что Оуэнс получил небольшую травму, 31 июля на RAW Присту и Мистерио противостояли Зэйн и Роллинс, которые смогли одержать победу из-за нарастающей неразберихи в составе «Судного дня». 7 августа на RAW Зэйн с сильно перебинтованным локтем помог Коди Роудсу, Сету Роллинсу и Шинске Накамуре одержать победу над «Судным днём», а 14 августа Зэйн лично разобрался с Джей. Ди. Макдоной, который пытался получить место в составе «Дня». 21 августа на шоу в Квебек-Сити Оуэнс и Зэйн предложили матч любым участникам группировки, и на вызов ответили Прист и Балор. Матч завершился быстрой дисквалификацией Оуэнса, который ударил Балора кейсом «Деньги в банке», Который Макдона пытался кинуть как раз Финну. Тут же был назначен матч 3х3, в котором Судный день вышел в полном составе, а к командным чемпионом присоединился Коди Роудс. Этот матч завершился победой положительных персонажей после того, как Оуэнс удержал Доминика. 28 августа на RAW Макдоне наконец-то удалось помочь «Судному дню», его вмешательство решило исход матча Приста и Зэйна в пользу Дамиана. Позже Зэйн и Оуэнс предложили решающий матч Присту и Балору на Payback. Причем на кону будут титулы командных чемпионов, а матч пройдет по правилам уличной драки!

## События по ходу шоу
Джон Сина, заявленный ведущим Payback, в итоге проявил инициативу и назначил себя специальным судьёй матча Миза и ЛА Найта. Несмотря на протесты со стороны Миза, это решение было утверждено, и Сина выступил рефери этого поединка. Судил он честно, без вмешательств на чьей-то стороне.
Во время сегмента "Эффект Грейсона Уоллера" Коди Роудс объявил, что договорился с руководством WWE о возвращении в компанию Джея Усо. Усо, который на Smackdown 11 августа сообщил о том, что уходит из WWE, станет участником ростера RAW.

## Заявленные на шоу матчи
| №                               | Результаты                                                                     | Условия                                                                              | Время |
| ------------------------------- | ------------------------------------------------------------------------------ | ------------------------------------------------------------------------------------ | ----- |
| 1                               | Бекки Линч победила Триш Стратус                                               | Одиночный матч в клетке                                                              | 20:02 |
| 2                               | Эл Эй Найт победил Миза                                                        | Одиночный матч; специальный судья - Джон Сина                                        | 15:46 |
| 3                               | Рей Мистерио (ч) победил Остина Тиори                                          | Одиночный матч за Чемпионство Соединённых Штатов WWE                                 | 9:49  |
| 4                               | Судный день (Финн Балор и Дамиан Прист) победили Кевина Оуэнс и Сами Зейна (ч) | Командный матч по правилам "Уличной драки" за Объединенное Командное чемпионство WWE | 20:44 |
| 5                               | Рея Рипли (ч) победила Ракель Родригес                                         | Одиночный матч за Чемпионство мира среди женщин (WWE)                                | 17:22 |
| 6                               | Сет «Фрикин» Роллинс (ч) победил Шинске Накамуру                               | Одиночный матч за чемпионство мира в тяжёлом весе                                    | 25:57 |
| - (ч) – чемпион на начало матча |                                                                                |                                                                                      |       |